# Риджвілл (Південна Кароліна)
Риджвілл (англ. Ridgeville) — місто (англ. town) в США, в окрузі Дорчестер штату Південна Кароліна. Населення — 1672 особи (2020).

## Географія
Риджвілл розташований за координатами 33°5′24″ пн. ш. 80°18′26″ зх. д. / 33.09000° пн. ш. 80.30722° зх. д. (33.090033, -80.307233).  За даними Бюро перепису населення США в 2010 році місто мало площу 4,65 км², уся площа — суходіл.

## Демографія
Згідно з переписом 2010 року, у місті мешкало 1979 осіб у 211 домогосподарстві у складі 165 родин. Густота населення становила 425 осіб/км².  Було 241 помешкання (52/км²).
Расовий склад населення:
| - 63,8 % — чорних або афроамериканців - 33,0 % — білих - 0,6 % — корінних американців - 0,1 % — азіатів - 2,2 % — осіб інших рас |

До двох чи більше рас належало 0,3 %. Частка іспаномовних становила 2,5 % від усіх жителів.
За віковим діапазоном населення розподілялося таким чином: 6,9 % — особи молодші 18 років, 88,5 % — особи у віці 18—64 років, 4,6 % — особи у віці 65 років та старші. Медіана віку мешканця становила 36,1 року. На 100 осіб жіночої статі у місті припадало 559,7 чоловіків;  на 100 жінок у віці від 18 років та старших — 700,9 чоловіків також старших 18 років.
Середній дохід на одне домашнє господарство  становив 50 374 долари США (медіана — 46 875), а середній дохід на одну сім'ю — 55 136 доларів (медіана — 49 844). За межею бідності перебувало 14,8 % осіб, у тому числі 24,1 % дітей у віці до 18 років та 17,4 % осіб у віці 65 років та старших.
Цивільне працевлаштоване населення становило 304 особи. Основні галузі зайнятості: освіта, охорона здоров'я та соціальна допомога — 21,7 %, будівництво — 14,8 %, виробництво — 12,5 %, науковці, спеціалісти, менеджери — 11,2 %.